# FIA-NET
FIA-NET est une start-up, spécialiste de la confiance sur Internet, créée en janvier 2000 par David Botvinik et Bernard Elhaik, rachetée par Sofinco en 2008, puis vendue à Oney Tech en 2016. La marque n'est plus utilisée.

## Services pour le e-commerce et le paiement en ligne
La société a initié des services  déployés auprès des e-commerçants français.
Le premier produit de la société a été un Sceau de Confiance basé sur les avis de consommateurs, lancé en 2000. Les visiteurs des sites marchands accédaient aux avis déposés par les clients des sites, recueillis par FIA-NET après leur achat. La ponctualité de livraison et la conformité des articles livrés étaient parmi les critères les plus importants. Ce Sceau a obtenu la certification NF Service en 2014.
La société a  lancé en 2001 un Système d’Analyse des Commandes (SAC, rebaptisé Certissim à partir de 2009) et de garantie de paiement pour les e-commerçants. Ce système avait vocation à repérer les tentatives de fraudes à la carte bancaire et à assurer les marchands contre le risque d’impayés.
Enfin, ReceiveAndPay, moyen de paiement après réception et vérification des articles commandés, a été créé en 2005 en collaboration avec Sofinco.

## Clients et parts de marché
FIA-NET a compté plusieurs milliers de clients de toute taille, petits ou grands comme Alapage.com (groupe France Telecom), Auchan Direct, Boulanger, Carrefour Online, Cdiscount, Darty, Ebay, Marionnaud, Nouvelles Frontières, PriceMinister, Promod, SFR, Travelprice. La liste des clients était disponible sur l'annuaire public du site. FIA-NET a analysé plusieurs milliards d’euros de transactions annuelles à partir de la fin des années 2000 et affirmait être le premier service d'avis de confiance utilisé par les clients sur Internet en 2015, d'après une étude BVA.

## Rachats successifs
En 2008, FIA-NET a été acquise par Sofinco, filiale du Groupe Crédit Agricole. En 2010, FIA-NET a été revendue par Sofinco directement à sa maison-mère, Crédit Agricole SA, ainsi qu’au Caisses Régionales du Crédit Agricole. Ce rachat avait pour but que FIA-NET puisse développer le service de paiement Kwixo, wallet de paiement CtoC et BtoC du Groupe Crédit Agricole. Le groupe a finalement abandonné Kwixo en 2014 au profit d'une initiative concurrente, Paylib.
En 2016, FIA-NET a été revendue à Oney Tech et absorbée au sein du groupe Oney. La marque n'est plus utilisée.

## Livre Blanc annuel sur la fraude et la confiance en ligne
FIA-NET éditait chaque année un Livre Blanc sur la fraude Internet, repris par les médias,,,, à l’époque où l’absence d’authentification forte lors des transactions en ligne pesait sur la confiance des consommateurs. 

## Polémique sur le Système d'Analyse des Commandes
Le Système d’Analyse des Commandes, visant à lutter contre la fraude, a aussi créé des polémiques importantes avec les consommateurs : en l’absence de garantie de paiement, les e-commerçants pouvaient réclamer des preuves d’identité ou déléguer ce service à FIA-NET (« contrôle expert »). Ces mesures de vérification de FIA-NET ou des sites marchands, qui pouvaient bloquer l'achat en ligne, ont été vécues comme contraignantes par certains clients. FIA-NET arguait que cette vérification mutualisée sur son réseau permettait d’éviter d’autres contrôles chez les autres commerçants et pouvait nécessiter un simple contre-appel téléphonique. Néanmoins, des contrôles documentaires pouvaient aussi s'imposer, parfois en collaboration avec des services de police.